# Equació de moviment
A física, una  equació de moviment  és una equació diferencial que caracteritza com és l'evolució temporal d'un sistema físic. Aquesta equació relaciona la derivada temporal d'una o diverses variables que caracteritzen l'estat físic del sistema, amb altres magnituds físiques que provoquen el canvi en el sistema.

## Equacions de moviment en mecànica clàssica
Històricament el primer exemple d'equació del moviment que es va introduir en física va ser la segona llei de Newton per a sistemes físics compostos d'agregats partícules materials puntuals. En aquests sistemes l'estat físic d'un sistema quedava fixat per la posició i velocitat de totes les partícules en un instant donat. Cap a finals del segle xviii es va introduir la mecànica analítica o racional, que era una generalització de les lleis de Newton aplicables en peu d'igualtat a sistemes de referència inercials i no inercials, i es van crear dos enfocaments bàsicament equivalents coneguts com a mecànica lagrangiana i mecànica hamiltoniana, que poden arribar a un elevat grau d'abstracció i formalització. Els exemples clàssics d'equació del moviment més coneguts són:
1. La segona llei de Newton que s'usa a mecànica newtoniana: {\displaystyle m{\frac {d^{2}\mathbf {r} }{dt^{2}}}-\mathbf {F} =0}
2. Les equacions d'Euler-Lagrange que apareixen a mecànica lagrangiana: {\displaystyle {\frac {d}{dt}}\left({\frac {\partial L(q_{i},{\dot {q}}_{i})}{\partial {\dot {q}}_{i}}}\right)-{\frac {\partial L(q_{i},{\dot {q}}_{i})}{\partial q_{i}}}=0}
3. Les equacions de Hamilton que apareixen a mecànica hamiltoniana: {\displaystyle {\frac {dq_{i}}{dt}}={\frac {\partial H(p_{i},q_{i})}{\partial p_{i}}}\qquad {\frac {dp_{i}}{dt}}=-{\frac {\partial H(p_{i},q_{i})}{\partial q_{i}}}}

## Equacions de moviment en teoria de la relativitat
A la teoria de la relativitat existeixen dos tipus d'entitats físiques, les partícules i els camps. Encara que en última instància, tal com estableix la teoria quàntica de camps, les partícules són camps materials altament localitzats, en teoria de la relativitat es poden tractar les partícules com a ens físics localitzats en l'espaitemps. La distinció entre aquests tipus d'entitats físiques fa que en teoria de la relativitat hi hagi dos tipus d'equacions de moviment:
1. Les equacions de moviment de les partícules materials, que són la generalització relativista de les equacions de la mecànica clàssica.
2. Les equacions de "moviment" o evolució temporal dels camps físics.

### Equacions de moviment de partícules
L'anàleg de la primera llei de Newton en teoria de la teoria de la relativitat postula que quan cap a les partícules no actua cap força aquestes es mouen al llarg de les geodèsicas de l'espaitemps, és a dir, sobre les línies més "rectes" possibles o de curvatura mínima. Quan cap a les partícules actua alguna força, l'equació del moviment en termes de temps propi de la partícula, els símbols de Christoffel dependents de la curvatura de l'espai temps, i la força total sobre la partícula ve donada per: 

{\displaystyle m{\frac {\partial ^{2}x^{k}}{\partial \tau ^{2}}}+m\sum _{i,j=0}^{3}\Gamma _{ij}^{k}{\frac {\partial x^{i}}{\partial \tau }}{\frac {\partial x^{j}}{\partial \tau }}=F^{k}}

Per a una partícula movent-se a través d'un espaitemps pla ({\displaystyle \Gamma _{ij}^{k}=0}), amb velocitat petita respecte a la de la llum ({\displaystyle \tau \approx t}) l'anterior equació es redueix a la segona llei de Newton.

### Equacions de moviment en teoria clàssica de camps
Els sistemes físics formats per un conjunt de partícules interectuantes de la mecànica clàssica i els sistemes físics de partícules relativistes sense interacció, són sistemes amb un nombre finit de graus de llibertat, les equacions de moviment venen donades per equacions diferencials ordinàries com tots els exemples anteriors.
No obstant això, els camps físics a més d'evolució temporal o variació en el temps, presenten variació en l'espai. Aquesta característica fa que els camps físics es consideren informalment com a sistemes amb un nombre infinit de graus de llibertat. Les peculiaritats dels camps fan que les seves equacions de "moviment" o evolució temporal vinguin donades per equacions en derivades parcials en lloc d'equacions diferencials ordinàries.
El camp físic més important en el context de la teoria de la Relativitat Especials el camp electromagnètic, les equacions d'evolució temporal venen donades per les equacions de Maxwell. Aquestes equacions es poden escriure de diverses maneres i de diverses notacions, encara que en el context de la teoria de la relativitat convé escriure-les en forma explícitament covariant en termes del tensor camp electromagnètic {\displaystyle F^{\alpha \beta }}. En aquesta forma, les equacions es redueixen a dues equacions de la forma (unitats cgs): 

{\displaystyle {\partial F^{\alpha \beta } \over {\partial x^{\alpha }}}={4\pi  \over c}J^{\beta }\qquad {\partial F_{\alpha \beta } \over \partial x^{\gamma }}+{\partial F_{\gamma \alpha } \over \partial x^{\beta }}+{\partial F_{\beta \gamma } \over \partial x^{\alpha }}=\epsilon _{\mu \beta \gamma }g^{\alpha \mu }{\partial F^{\beta \gamma } \over \partial x^{\alpha }}=0}

On s'ha usat el conveni de sumació d'Einstein, {\displaystyle J^{\beta }} són les components del cuadrivector densitat de corrent. En aquestes equacions apareixen les coordenades {\displaystyle (x^{0},x^{1},x^{2},x^{3})=(ct,x,y,z)} (on  c  és la velocitat de la llum,  t  el temps, i ( x, y, z ) són les coordenades cartesianes convencionals de l'espai tridimensional. Així l'evolució en el temps del camp electromagnètic, si ens fixem en un punt concret de l'espai ve mesura per les derivades respecte a la coordenada  x  <su> 0 </saber> =  ct .
En el context de la teoria general de la relativitat apareix un problema addicional. La mateixa geometria de l'espaitemps ve representada per un camp tensorial anomenat tensor mètric. El mateix camp gravitatori és una manifestació que la geometria de l'espaitemps no és plana o euclidiana. L'camp gravitatori de fet és proporcional a la curvatura de l'espaitemps. Les equacions d'evolució tornen a ser equacions diferencials en derivades parcials: 

{\displaystyle R_{\alpha \beta }-{g_{\alpha \beta }R \over 2}+\Lambda g_{\alpha \beta }=8\pi {G \over c^{4}}T_{\alpha \beta }}
{\displaystyle R_{\alpha \beta }={R^{\rho }}_{\alpha \rho \beta }=\partial _{\rho }\Gamma _{\beta \alpha }^{\rho }-\partial _{\beta }\Gamma _{\rho \alpha }^{\rho }+\Gamma _{\rho \lambda }^{\rho }\Gamma _{\beta \alpha }^{\lambda }-\Gamma _{\beta \lambda }^{\rho }\Gamma _{\rho \alpha }^{\lambda }}
{\displaystyle \Gamma _{\alpha \beta }^{\gamma }={\frac {1}{2}}g^{\gamma \mu }\left({\frac {\partial g_{\mu \alpha }}{\partial x^{\beta }}}+{\frac {\partial g_{\mu \beta }}{\partial x^{\alpha }}}-{\frac {\partial g_{\alpha \beta }}{\partial x^{\mu }}}\right)}

on reapareixen els símbols de Christoffel que apareixien en l'equació del moviment de les partícules. A diferència de les equacions del camp electromagnètic, aquestes equacions del camp gravitatori o geometria de l'espaitemps són equacions no lineals causa de la presència de termes que són el producte de dos Γ. Això fa que les equacions d'Einstein del camp gravitatori siguin de difícil solució.

## Equacions de moviment en mecànica quàntica
A mecànica quàntica hi ha diversos tipus d'equació de moviment per a la funció d'ona segons el tipus de problema o sistema quàntic estudiat. Els exemples més coneguts d'equació del moviment són:
1. L'equació de Schrödinger: {\displaystyle \left[-{\frac {\hbar ^{2}}{2m}}\nabla ^{2}+O({\vec {r}})\right]\psi (\mathbf {r} ,t)=i\hbar {\frac {\partial \psi (\mathbf {r} ,t)}{\partial t}}}
2. L'equació de Klein-Gordon: {\displaystyle \left[{\frac {1}{c^{2}}}{\frac {\partial ^{2}}{\partial t^{2}}}-\nabla ^{2}+\mu ^{2}\right]\psi =0}
3. L'equació de Dirac: {\displaystyle i\hbar {\frac {d\psi }{dt}}=\left[c\sum _{i=1}^{3}\alpha _{i}p_{i}+\alpha _{0}mc^{2}\right]\psi }